# Illyriens
Les Illyriens sont un ensemble de tribus de langues indo-européennes qui,  dans l'Antiquité, se sont établies sur les côtes occidentales des Balkans, sur l'Adriatique.
Ils constituaient une des trois branches principales de populations paléo-balkaniques, les deux autres branches étant les Thraces et les Grecs.
Ils étaient appelés en grec ancien : Ἰλλυριοί, Illyrioi et en latin : Illyrii.
Une cinquantaine de tribus illyriennes a été recensée, notamment les Dalmates, les Taulantiens et les Autariates.
Ne nous est parvenu actuellement aucun texte écrit dans une de leurs langues, et nous ne pouvons donc connaître et étudier leur histoire qu'à travers des vestiges archéologiques et des textes gréco-romains.
Dans les études archéologiques, historiques et linguistiques contemporaines, la définition d'Illyrien dépasse les théories pan-illyriennes qui identifient comme Illyriens les populations du nord des Balkans. Depuis les années 1960 l'étude des populations illyriennes, bien mieux définies, se fonde sur l'onomastique et l'anthropologie matérielle à mesure que de nouvelles inscriptions ont été trouvées et des sites fouillés. Il existe deux principales zones onomastiques illyriennes : la méridionale au contact du monde grec et la dalmate-pannonienne, avec le pays des Dardaniens comme région de chevauchement entre les deux. Une troisième zone, au nord-ouest, est généralement identifiée comme faisant partie de l'Illyrie dans la littérature ancienne, davantage liée à la langue vénète qu'à la langue illyrienne.
De nos jours, les limites du pays illyrien varient en fonction des rivalités nationalistes qui caractérisent les Balkans, selon qu'il faille souligner la présence ou l'absence d'influence grecque. La continuité entre les populations illyriennes des Balkans occidentaux dans l'Antiquité et les Albanais actuels joue un rôle important dans le nationalisme albanais du XIXe siècle à nos jours.

## Terminologie

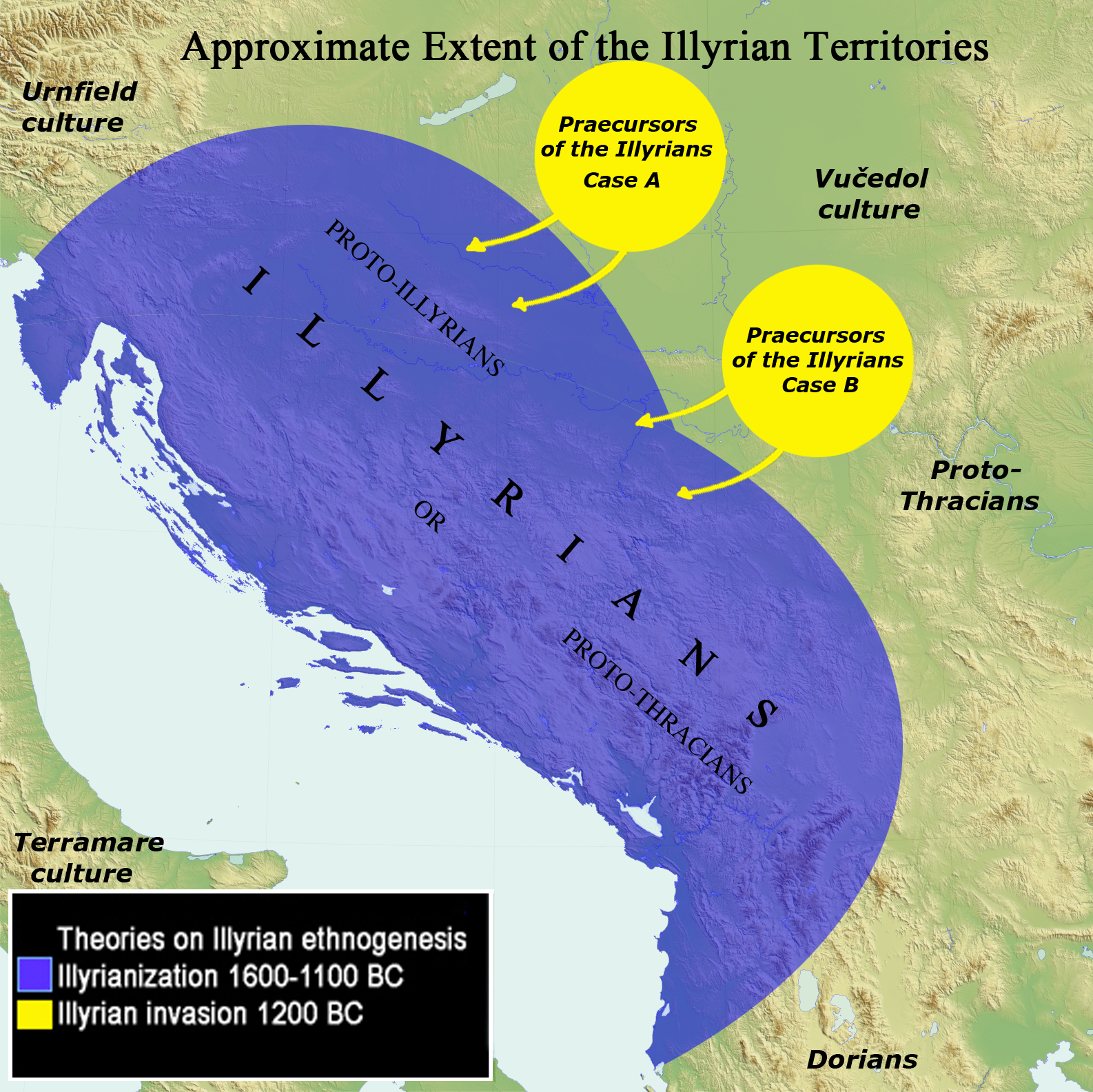
Ethnogenèse des Illyriens entre 1600 et 1100 av. J.-C.

« Illyriens » semble être le nom d'une tribu spécifique qui a été parmi les premières à rencontrer les anciens Grecs à l'âge du bronze. Les Grecs ont ensuite appliqué ce terme à toutes les peuplades ayant une langue et des coutumes similaires.
Le terme d'Illyrie désigne un territoire dont l'extension a varié selon les périodes. Au Ve siècle av. J.-C., Hérodote considère comme étant des Illyriens les populations proches des frontières septentrionales de la Grèce. Au IVe siècle av. J.-C., le Périple du Pseudo-Scylax fait commencer le pays des Illyriens au sud du pays des Liburniens et l'étend jusqu'en Chaonie, au nord-ouest de l'Épire. Au Ier siècle av. J.-C., Strabon fixe la ligne de démarcation entre Grecs et Illyriens en Épire. Pour Pline l'Ancien, au Ier siècle, les « Illyriens proprement dits » désignent seulement la population illyrienne de Dalmatie méridionale qui vit au voisinage du monde grec. Chez Appien, au IIe siècle, l'élargissement de l'Illyrie se manifeste. Selon lui les Grecs appellent Illyriens les peuples habitant la région au-delà de la Macédoine et de la Thrace et de la Chaonie jusqu'au Danube.
Les termes « Illyriens » et « Illyria » ont été utilisés à travers l'histoire pour des contextualisations ethniques et géographiques qui ont évolué au fil du temps. Les anciens Grecs et Romains désignent sous le terme d'Illyriens différentes peuplades comprenant principalement les Dalmates, les Taulantiens, les Autariates, les Ardiéens, les Dardaniens (également identifiés comme des Thraces), les Labéates, les Pénestes, les Daesitiates et les Liburniens. Les Pannoniens sont souvent apparentés aux Illyriens. Hérodote considère à tort les Vénètes comme étant des Illyriens. L'Italie du sud a connu un peuplement par des tribus illyriennes qui auraient migré au XIe siècle av. J.-C. le long des rives de l'Adriatique vers la péninsule italienne : les Dauniens, les Peucètes et les Messapiens, connus collectivement sous le nom de Iapyges.

## Histoire

### Origines
Au XIIe siècle av. J.-C., au début de la culture de Hallstatt, les Illyriens sont établis sur les côtes nord et est de la mer Adriatique, depuis la Vénétie jusqu'à l'Épire. La génétique des Illyriens antiques a été étudiée en 2018 d'après une analyse ADN de squelettes trouvés dans le territoire des Balkans, dont Vucedol, Veliki Vanik, Lepenski Vir, Starčevo et Vinča. Les données génétiques de 225 individus ayant vécu dans le sud-est de l'Europe et les régions environnantes entre 1200 et 500 av. J.-C. ont été analysées. D'après ces recherches, les Illyriens ont émergé de la fusion entre une population indo-européenne issue de la culture Yamna, parvenue dans les Balkans vers 2500 av. J.-C., et une population néolithique locale, ce qui a formé les cultures de l'Âge du bronze « proto-illyriennes ». 

### Hellénisation
À l'époque archaïque, la colonisation grecque, surtout du fait des Corinthiens touche la Grèce du Nord-Ouest, depuis Ambracie en Épire jusqu'à Épidamne. Sont ainsi fondées : Apollonia, Épidamne, Lissos, Orikos, Apsoris, Issa, Corcyre, Mélaina et Pharos. Les colonies s'étendent ensuite dans le pays des Illyriens, considérés comme des barbares, pour en exploiter les terres et développer les échanges. Du VIIe au VIe siècle av. J.-C., les Illyriens des régions littorales connaissent donc une hellénisation par l'intermédiaire des colonies grecques. Vers 200 avant J.-C., les Delphiens invitent deux tribus illyriennes, les Amantes et les Bylliones, à prendre part aux Jeux pythiques, ce qui signifie que ces populations sont considérées, sinon comme des Grecs tout au moins comme fortement hellénisées.

### Organisation sociale et politique
La structure de la société illyrienne est caractérisée par un conglomérat de nombreuses tribus (ou ethnè) et de petits royaumes gouvernés par des élites guerrières. Au Ve siècle av. J.-C., Thucydide remarque dans La Guerre du Péloponnèse que les populations du nord de l'Épire se caractérisent par leur langue très différente du grec, leurs villages non fortifiés, la royauté, le port des armes et la justice individuelle, semblable à la vendetta. Il évoque par ailleurs l'organisation sociale des tribus illyriennes via un discours qu'il attribue au général spartiate Brasidas, dans lequel il raconte que le mode de gouvernement parmi les tribus illyriennes est celui de la dynastie (dynasteia). Thucydide considère ces mœurs politiques comme étrangères aux Grecs, n'étant ni démocratiques, ni oligarchiques. Brasidas poursuit le discours en expliquant que dans ce régime dynastique, le dirigeant accède au pouvoir « par aucun autre moyen que par la supériorité dans les combats ». Le Pseudo-Scymnus (IIe siècle av. J.-C.) fait référence à l'organisation sociale des tribus illyriennes à une époque antérieure en faisant distinction entre trois modes d'organisation sociale : une partie des Illyriens est organisés autour de royaumes héréditaires, une deuxième partie est organisée autour des chefs élus, une troisième partie est organisée en communautés autonomes régies par leurs propres lois tribales. Dans ces communautés, la stratification sociale n'a pas encore véritablement émergé. Enfin, contrairement aux Grecs des cités, les Illyriens pratiquent l'élevage transhumant.
Chaque grande tribu (Dalmates, Taulantiens, Autariates, Ardiéens, Dardaniens, etc.) est dirigée par un roi, sachant que l'un des plus anciens royaumes illyriens connus est celui des Enchéléiens au VIIIe siècle av. J.-C. Le titre de « roi des Illyriens » (Basileus tôn Illyriôn) est souvent cité par les sources antiques tardives. Certains chercheurs ont proposé l'hypothèse d'une transmission héréditaire portant sur un seul ethnos, les Illyri propo dicti, les « Illyriens proprement dit ». Des travaux ultérieurs, comme ceux menés par N. G. L. Hammond ou Pierre Cabanes, ont réfuté cette hypothèse tant elle est impossible à établir. Les tribus peuvent s'unir autour d'un chef qui reçoit le titre de « roi des Illyriens ». Bardylis Ier est par exemple considéré comme roi des Illyriens, mais le titre semble fragile du fait des différents ethné. Bardylis, grâce à ses victoires, a su fédérer différentes tribus tout en restant roi d'un ethnos, les Dardaniens. Clitos, le fils supposé de Bardylis, est également « roi des Illyriens » mais dans un contexte de guerre contre les Macédoniens. Vers la fin du IIIe siècle av. J.-C., le titre revient aux rois des Ardiéens. Le titre de « roi des Illyriens » n'a aucune continuité dynastique, contrairement à la royauté en Épire, où l'ethnos des Molosses est dirigé par les Éacides. Ce fait est illustré par le cas de Glaucias qui n'a aucune parenté avec son prédécesseur Clitos. Les Dardaniens, un peuple thraco-illyrien, ont quant à eux toujours été indépendants envers la monarchie illyrienne.

### Conflits avec les Grecs et les Romains

#### Guerres contre les Gréco-Macédoniens

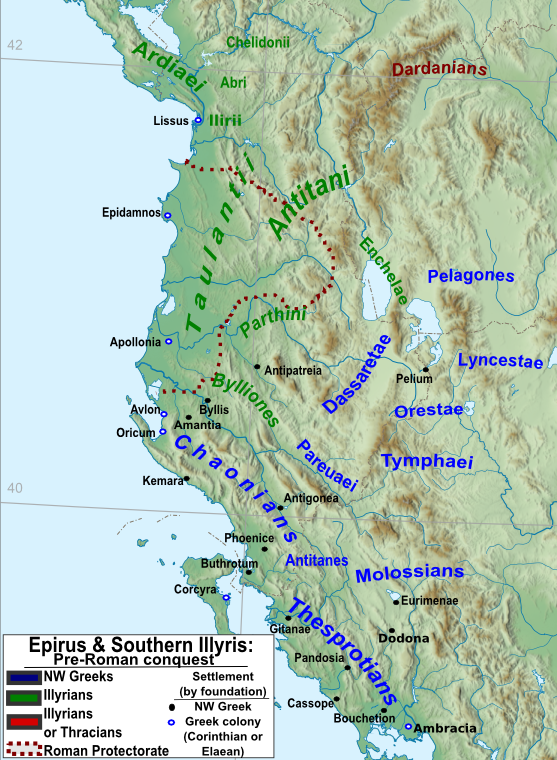
Les tribus illyriennes méridionales.

Les Illyriens ont représenté une menace pour les Macédoniens et les Épirotes par leurs nombreuses incursions. Un puissant royaume illyrien est fondé par Bardylis Ier au début du IVe siècle av. J.-C. Il unifie les tribus et prend pour capitale Scodra, au nord de l'Albanie. En 385, il défait les Molosses d'Épire avec l'aide de Denys de Syracuse. En 383, il envahit la Macédoine sous le règne d'Amyntas III, à qui il impose le paiement d'un tribut. Sous Perdiccas III une nouvelle guerre oppose les Illyriens aux Macédoniens : le roi de Macédoine périt avec 4 000 de ses hommes. Bardylis envahit la Haute Macédoine en 359. Les Illyriens sont finalement vaincus en 358 par Philippe II qui a succédé à Perdiccas III : 7 000 Illyriens trouvent la mort, dont Bardylis. Le royaume illyrien est définitivement conquis en 355 par Philippe II. Les Illyriens, menés par les rois Clitos et Glaucias, profitent de la mort de Philippe pour menacer de nouveau la Macédoine. Alexandre le Grand s'empare de Pélion en 335 après un siège mais consent à laisser Clitos sur son trône pour en faire son vassal. Glaucias, roi des Taulantiens qui a recueilli Pyrrhus à sa cour, continue de régner sur une communauté située plus à l'ouest dans l'arrière-pays d'Épidamne, et entre en conflit avec Cassandre.
Au milieu du IIIe siècle av. J.-C., le titre de « roi des Illyriens » revient à la dynastie des Ardiéens, qui conserve comme capitale Scodra. Le roi Agron mène une politique agressive avec l'invasion d'une partie de l’Épire, d'Épidamne et de Pharos où des garnisons sont installées. Les actes de piraterie, déjà familiers des Grecs, s'accompagnent désormais de raids terrestres. Sous le roi antigonide Démétrios II, en 231, les Illyriens s'allient avec les Macédoniens et combattent les Étoliens et ravagent l'Épire, pourtant alliée des Macédoniens. Ils doivent toutefois rappeler leur armée afin de faire face à une menace des Dardaniens. En 229, une nouvelle armée illyrienne, sous la régence Teuta, veuve d'Agron, ravage les cités de la côte épirote, défait une flotte achéenne et étolienne et prend Corcyre où ils installent une garnison. Mais les Illyriens ont attiré l'attention du Sénat romain, enclenchant la première guerre d'Illyrie.

#### Guerres contre les Romains

Les royaumes des Ardiéens et des Dardaniens vers 230 av. J.-C.

Dans la seconde moitié du IIIe siècle av. J.-C., les Romains commencent à s'étendre à l'est de la mer Adriatique et s'allient à certaines tribus illyriennes. Mais la politique agressive menée par Agron, roi des Ardiéens, et sa veuve Teuta suscite l'hostilité des Romains qui les accusent d'abriter contre tribut les pirates dalmates qui attaquent régulièrement les navires romains. En 229 av. J.-C. d'importantes troupes romaines débarquent en Illyrie, prenant au dépourvu Teuta qui est contrainte de signer un sévère traité de paix marquant la fin de la première guerre d'Illyrie. La deuxième guerre d'Illyrie débute quand Démétrios de Pharos, le gouverneur illyrien mis en place par les Romains, profite de ce que ces derniers préparent la deuxième guerre punique pour s'émanciper et rallier les Macédoniens. Démétrios est vaincu en 219 par la flotte romaine. Il s'enfuit auprès de Philippe V dont il devient l'un des conseillers. La première guerre macédonienne est due en grande partie à l'influence de Démétrios sur le roi de Macédoine, auprès duquel il est resté jusqu'à sa mort en 214. Les Romains s'appuient dès lors sur un frère d'Agron, Scerdilaidas (en), et sur le fils de ce dernier, Pleuratos III (en), pour gouverner les Illyriens. La fidélité de ce dernier durant la première guerre de Macédoine a été récompensée par l'addition de territoires enlevés à la Macédoine. Son fils et successeur, Gentios, rallie cependant la cause de Persée contre les Romains, déclenchant la troisième guerre d'Illyrie qui voit les Romains s'emparer de Scodra en 168 et capturer Gentios. L'Illyrie est totalement conquise et devient de fait une province romaine.
Des soulèvements éclatent en 153 et 145 av. J.-C. Un autre soulèvement est réprimé en 49 av. J.-C. par Jules César. En 27 av. J.-C., au moment du partage des provinces entre Auguste et le Sénat, c'est ce dernier qui hérite de la Dalmatie, dorénavant administrée par un proconsul. Une révolte éclate entre 11 et 10 av. J.-C. ; puis les tribus dalmates mènent la grande révolte illyrienne de 6 à 9. Tibère, futur empereur, finit par ramener l'ordre en Dalmatie-Illyrie.
Après cette révolte illyrienne, les Romains ont déporté et réinstallé des tribus illyriennes en Illyrie même et en Dacie, provoquant parfois la disparition de tribus entières ou la formation de nouvelles tribus à partir des populations restantes ; certaines d'entre-elles ont été mélangées avec des tribus celtes, comme les Autariates. En 10, l'Illyrie est répartie entre les provinces de Pannonie et de Dalmatie. Au IIIe siècle, plusieurs empereurs romains d'origine illyrienne jouent un rôle important dans la défense de l'Empire face aux peuples barbares d'au-delà du Danube.

### Antiquité tardive
Au VIe siècle, après la fin de la préfecture du prétoire d'Illyricum qui fait suite à l'installation des Slaves du Sud dans les Balkans, les termes « Illyriens » et « Illyrie » tombent en désuétude.
Après l'arrivée des Slaves, la civilisation dite de Koman se développe en Albanie septentrionale notamment. Son artisanat témoignent de la permanence de techniques apparentées aux productions illyriennes antérieures. Cette civilisation est parfois utilisée pour prouver une continuité entre les Illyriens dont la dernière mention historique se trouve dans des écrits byzantins du VIe siècle, et les Albanais dont la première mention historique date du XIe siècle.
Le monde illyrien a connu de forts bouleversement du fait de la romanisation, de la christianisation, puis des invasions de populations qui se sont installées de façon durable, sans toutefois que les formes de civilisation antérieure disparaissent.

## Histoire militaire
L'histoire militaire des Illyriens s'étend du Xe au Ier siècle av. J.-C. Elle se caractérise par de nombreux conflits entre tribus et avec les Gréco-Macédoniens puis les Romains. L'historiographie gréco-romaine présente les Illyriens comme sanguinaires, imprévisibles et turbulents mais aussi comme de bons guerriers. Les Illyriens fournissent des troupes légères mercenaires à l'armée macédonienne du temps des Argéades et des Antigonides. Les guerriers illyriens sont probablement, avec les Thraces, à l'origine de l'adoption dans les armées hellénistiques du long bouclier ovale hérité des Celtes (le thuréos) qui remplace la pelta et qui équipe les thuréophores et les thorakitai.
Les Illyriens sont particulièrement réputés pour leur activité de piraterie en mer Adriatique et en mer Ionienne. Le IIIe siècle av. J.-C. marque une grande période de la piraterie illyrienne sous la direction d'Agron et de Teuta, la « reine des pirates », qui multiplient les raids contre les colonies et territoires grecs. Les Illyriens disposent de navires petits et rapides avec une rangée de rames simple, les lemboi, qui peuvent transporter jusqu'à cinquante soldats. Ces navires, particulièrement maniables, sont également utilisés par les Gréco-Macédoniens et les Romains.
|                                                                        |
| Thorakitès équipé d'un thuréos (bouclier) et d'un plastron métallique. |

|                                                                |
| Fantassin équipé d'une armure pectorale et d'un bouclier rond. |

|                                  |
| Thuréophore équipé d'un thuréos. |

|                                  |
| Thuréophore équipé d'un thuréos. |

|                                             |
| Cavalier léger de la période hellénistique. |

## Archéologie

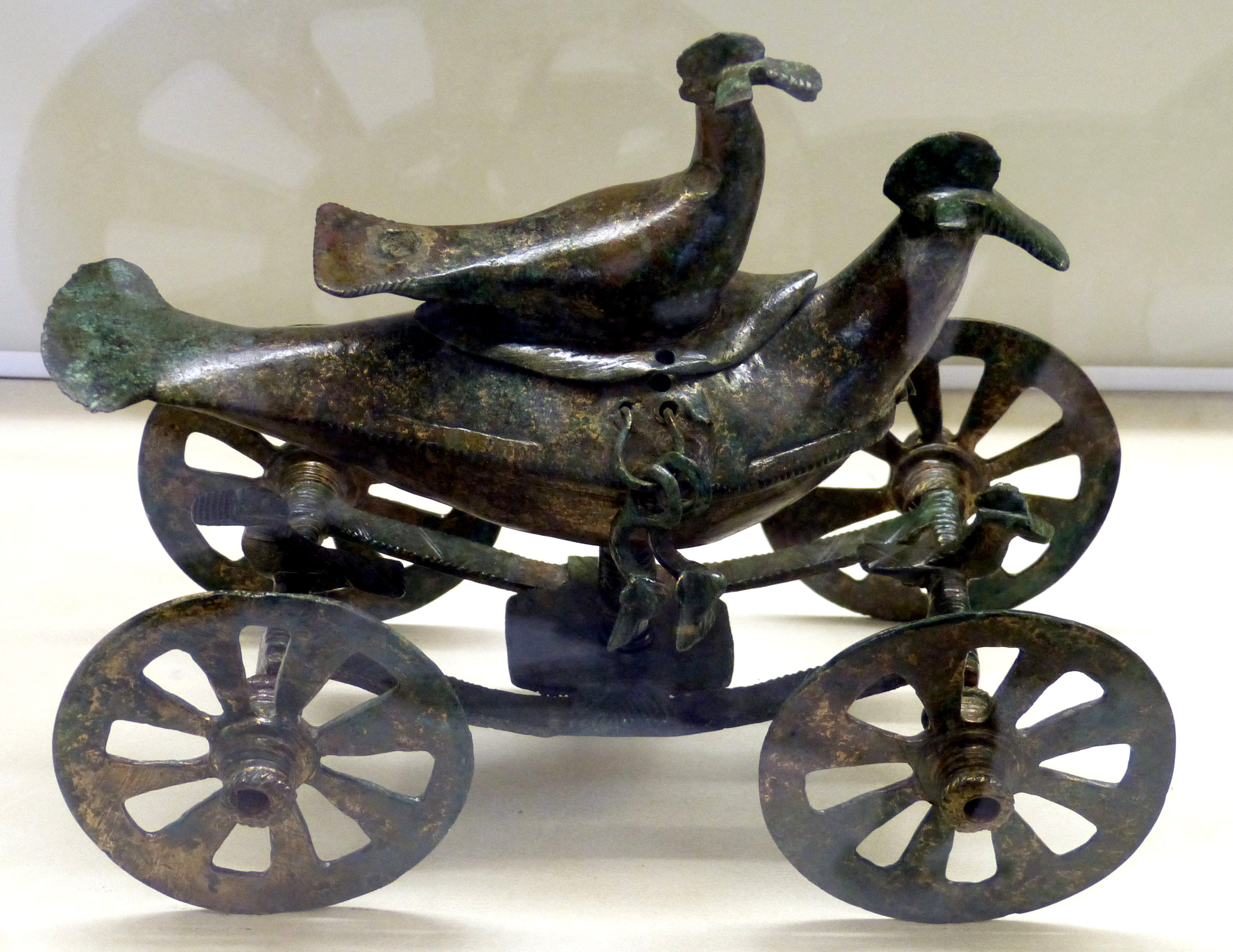
Représentation des symboles solaires illyriens : oiseaux et cercles à huit rayons sur un char en bronze,

Certaines dynasties illyriennes ont laissé de riches tombeaux, comme à Trebenishte où ont été mis au jour des masques en or et des vases de bronze du VIe siècle av. J.-C. et à Selcë e Poshtme (Albanie actuelle) où ont été mis au jour de la céramique, des pièces de parure, des monnaies, des outils et des armes du IIIe siècle av. J.-C.. Les Illyriens ont été influencés par les Celtes dans de nombreux aspects culturels et matériels, en particulier les tribus de Dalmatie. Par exemple les chefs illyriens portent des torques de bronze autour du cou, tout comme les Celtes. Les populations illyriennes pratiquent l'inhumation dans des tumuli jusqu'au début de l'ère chrétienne et déposent auprès des défunts divers objets (bijoux, armes, monnaies), soit importés, soit réalisés par des artisans locaux.
Le développement des villes commence au Ve siècle av. J.-C. Les premières enceintes de pierre sont érigées, comme à Gajtan près de Scutari (Scodra). Ce type de construction se rencontre ensuite du nord au sud de l'Illyrie, comme dans l'île de Hvar (Pharos). L'urbanisation se développe surtout en Illyrie méridionale, avec des remparts en appareil polygonal ou des murs cyclopéens. Au siècle suivant, les Illyriens fondent de nouvelles villes : Byllis, Lissos, Zgerdesh, Scodra et Pélion (non localisée). Elles sont marquées par les progrès de la poliorcétique avec des remparts aménagés de tours et des portes mieux défendues.

## Religion
Les Illyriens sont polythéistes et vénèrent des divinités liées aux pouvoirs de la nature. Les traces les plus nombreuses, encore insuffisamment étudiées, des pratiques religieuses de l'époque pré-romaine sont celles relatives au symbolisme religieux. Les symboles sont représentés dans toutes une variété d'ornements et révèlent que l'objet principal du culte préhistorique des Illyriens est le Soleil, au sein d'un système religieux complexe. La divinité solaire est représentée comme une figure géométrique telle que la spirale, le cercle concentrique et la Svastika, ou comme une figure animale comme les oiseaux, les serpents et les chevaux. Les symboles de la sauvagine et des chevaux sont plus courants dans le nord, tandis que le serpent est plus courant dans le sud. Les divinités illyriennes sont mentionnées dans des inscriptions sur des statues, des monuments et des pièces de monnaie de la période romaine, et certaines ont été interprétées par des auteurs antiques à travers une étude comparée des religions. Il ne semble pas y avoir eu de dieu commun à toutes les tribus illyriennes, et un certain nombre de divinités n'apparaissent que dans des régions spécifiques.
Chez les Illyriens, Deipaturos (en) (équivalent du Zeus Pátêr) est vénéré comme le Père du Ciel. Prende (en) Prende est la déesse de l'amour et l'épouse du dieu du tonnerre Perendi (en). En (en) (ou Enji) est le dieu du feu. Jupiter Parthinus est la divinité principale de la tribu des Parthini (en). Redon est la divinité tutélaire des marins. Medaurus est la divinité protectrice de Rhizon (Risinium) et peut-être une divinité de la guerre. En Dalmatie et en Pannonie, l'une des traditions les plus populaires de la période romaine est le culte de la divinité romaine de la forêt Sylvanus, représenté avec l'iconographie de Pan. Les Dalmates vénèrent également Armatus comme dieu de la guerre dans la ville de Delminium. La divinité romaine de la fécondité Liber Pater est vénérée avec les attributs de Sylvanus et ceux de Terminus, le dieu protecteur des frontières. Tadenus est une divinité dalmate portant l'identité ou l'épithète d'Apollon dans des inscriptions trouvées près de la source de la rivière Bosna. Dans les sources chaudes de Topusko (Pannonie supérieure), des autels sacrificiels sont dédiés à Vidasus et Thana (identifiés à Sylvanus et à Diane). Aecorna (ou Arquornia) est une déesse tutélaire de lac ou de rivière vénérée exclusivement à Nauportus et Emona, où elle est la divinité la plus importante après Jupiter. Laburus est également une divinité locale vénérée à Emona, peut-être une divinité protégeant les bateliers.
Il semble que les Illyriens n'aient pas développé une cosmologie uniforme sur laquelle centrer leurs pratiques religieuses. Un certain nombre de toponymes et d'anthroponymes illyriens dérivés de noms d'animaux reflètent les croyances dans les animaux en tant qu'ancêtres et protecteurs mythologiques. Le serpent est l'un des animaux-totem les plus importants. Les Illyriens croient à la force des sortilèges, au pouvoir magique des amulettes protectrices qui peuvent conjurer le mauvais œil ou les mauvaises intentions des ennemis. Le sacrifice humain semble également avoir joué un rôle dans les rites des Illyriens. Arrien rapporte que le roi Clitos a sacrifié trois garçons et trois filles juste avant le siège de Pélion face à Alexandre le Grand. Le type d'inhumation le plus courant chez les Illyriens de l'âge du fer est l'inhumation en tumulus. Plus le statut des individus inhumés est élevé, plus le monticule est haut. L'archéologie a trouvé de nombreux artefacts placés dans ces tumulus tels que des armes, des ornements, des vêtements et des récipients en argile.
Le riche éventail de croyances religieuses et de rituels funéraires qui ont émergé en Illyrie, en particulier pendant la période romaine, reflète la variation des identités culturelles dans cette région.

## Linguistique
Il n'existe pas de texte écrit en langue illyrienne. Toutes les inscriptions trouvées dans les sites archéologiques illyriens sont gravées en grec et, plus tard, en latin. Les spécialistes parviennent seulement à mettre en évidence un certain nombre de noms de lieux ou de personnes qui, non grecs, doivent appartenir à l'illyrien.
À l'encontre des théories protochronistes très répandues dans les Balkans modernes et enseignées dans les écoles, les linguistes scientifiques, se basant sur les études comparatives, ne pensent pas que l'albanais moderne soit simplement de « l'illyrien », ni que les langues slaves méridionales soient de « l'illyrien slavisé » mais soulignent que les langues paléo-balkaniques ne forment pas un ensemble d'origine unique, qu'elles ont subi de multiples influences, que l'on trouve de nombreux caractères thraces dans la langue albanaise et que la langue illyrienne antique est devenue l'illyro-roman à la manière dont le celtique de Gaule est devenu gallo-roman.
Eqrem Çabej, Eric Hamp, Georgiev, Kortlandt, Walter Porzig, Bernard Sergent et d’autres auteurs considèrent, dans une perspective paléolinguistique ou phylogénétique, que le proto-albanais s'est formé sur un fond thraco-illyrien vers le VIe siècle, à l'intérieur des terres, subissant un début de romanisation encore sensible dans la langue moderne, tandis que les emprunts les plus anciens de l'albanais aux langues romanes proviennent du diasystème roman oriental et non de l'illyro-roman qui est la langue romane anciennement parlée en Illyrie après la disparition de l'illyrien. Comme les lieux albanais ayant conservé leur appellation antique, ont évolué selon des lois phonétiques propres aux langues slaves et que l'albanais a emprunté tout son vocabulaire maritime au latin et au grec, ces auteurs pensent que les ancêtres des Albanais ont vécu à l'est de l'actuelle Albanie et que régions côtières de ce pays (thème du Dyrrhacheion) sont initialement gréco-latines. De nos jours, il existe en albanais de mots empruntés au roman oriental balkanique.

## Anthroponymes
Une étude datée de 2021 révèle, d'après une analyse d'inscriptions latines de la période de l'Empire romain, que les anthroponymes illyriens sont profondément latinisés et hellénisés. La signification de leurs racines a été identifiée en comparant chacun d'eux avec des lexèmes correspondants dans les langues slaves actuelles. Il apparait par ailleurs selon cette étude que durant la période romaine 45,93% des anthroponymes illyriens ont des racines slaves, ce qui permet d'estimer que les Slaves sont déjà présents dans l'Empire romain bien avant le VIIe siècle, date généralement admise de l'arrivée des Slaves en Europe du Sud. Une étude de 2023 confirme une similitude des langues illyrienne et slave.

## Illyriens de fiction
Dans le romantisme français, le nom d'Illyriens, remis en usage avec les Provinces illyriennes napoléoniennes, sert parfois à désigner les habitants des Balkans. Prosper Mérimée, en 1827, publie La Guzla, un recueil de prétendus « chants illyriens » de son invention. Plus récemment, l'auteure de fantasy Sarah J. Maas a publié une série de livres mettant en scène des personnages légendaires surnommés les Illyriens. La saga A court of thorns and roses décrit ces personnages comme des guerriers redoutables aux ailes de dragons et à la force surhumaine.
Le mouvement de revendication culturelle et politique des Slaves méridionaux, qui se développe aux XIXe siècle et début du XXe siècle, comprend un volet désigné comme « illyrisme » ou « mouvement illyrien ». Soutenu par le royaume de Serbie, il connaît une large diffusion parmi les minorités slaves de l'Autriche-Hongrie.
Parmi les Albanais aussi, le souvenir de l'Illyrie alimente aussi le protochronisme, courant pseudo-historique qui vise à accréditer l'idée que les nations modernes et leur identité nationale existent déjà dans l'Antiquité, voire dans la préhistoire. Ce courant est élevé au rang d'histoire officielle sous le régime communiste de la République populaire socialiste d'Albanie pour justifier son isolationnisme. Le dictateur Enver Hoxha soutient ainsi la théorie de Zacharie Mayani selon laquelle les Illyriens antiques sont en fait des Albanais, liés à la civilisation étrusque et aux Pélasges. Enver Hoxha s'efforce aussi d'imposer l'idée d'une parenté culturelle entre les Illyriens et les Étrusques, peuple de civilisation ancienne et prestigieuse, et envoie même des étudiants en France pour se former à l'étruscologie.